# Kloc
Kloc (dobový německý název území: Klotz) byla přírodní rezervace ev. č. 173 poblíž obce Vílanec v okrese Jihlava v Kraji Vysočina. Byla zřízena dne 28. listopadu 1942 na základě usnesení vládního komisaře města Jihlavy, a to z popudu jihlavského zoologa Hanse Canona. Chráněna byla zprvu jako částečná rezervace se zákazem lesní těžby mimo nahodilou na dobu 30 let. V roce 1997 bylo toto chráněné území společně s blízkou rezervací Loučky (původně Staffelstein) včetně mezilehlého listnatého porostu zahrnuto do nové přírodní rezervace V Klučí.
Důvodem ochrany byl přirozený porost buku, jedle, smrku a klenu.